# Богдашичи (Билеча)
Богдашичи (серб. Богдашићи / Bogdašići) — село в общине Билеча Республики Сербской Боснии и Герцеговины. Население составляет 45 человек по переписи 2013 года.